# 龙楼镇
龙楼镇，是中华人民共和国海南省文昌市下辖的一个乡镇级行政单位，地处市境东部，境内有铜鼓山，铜鼓角为海南岛的最东端。文昌航天发射场即位于龙楼镇境内。

## 行政区划

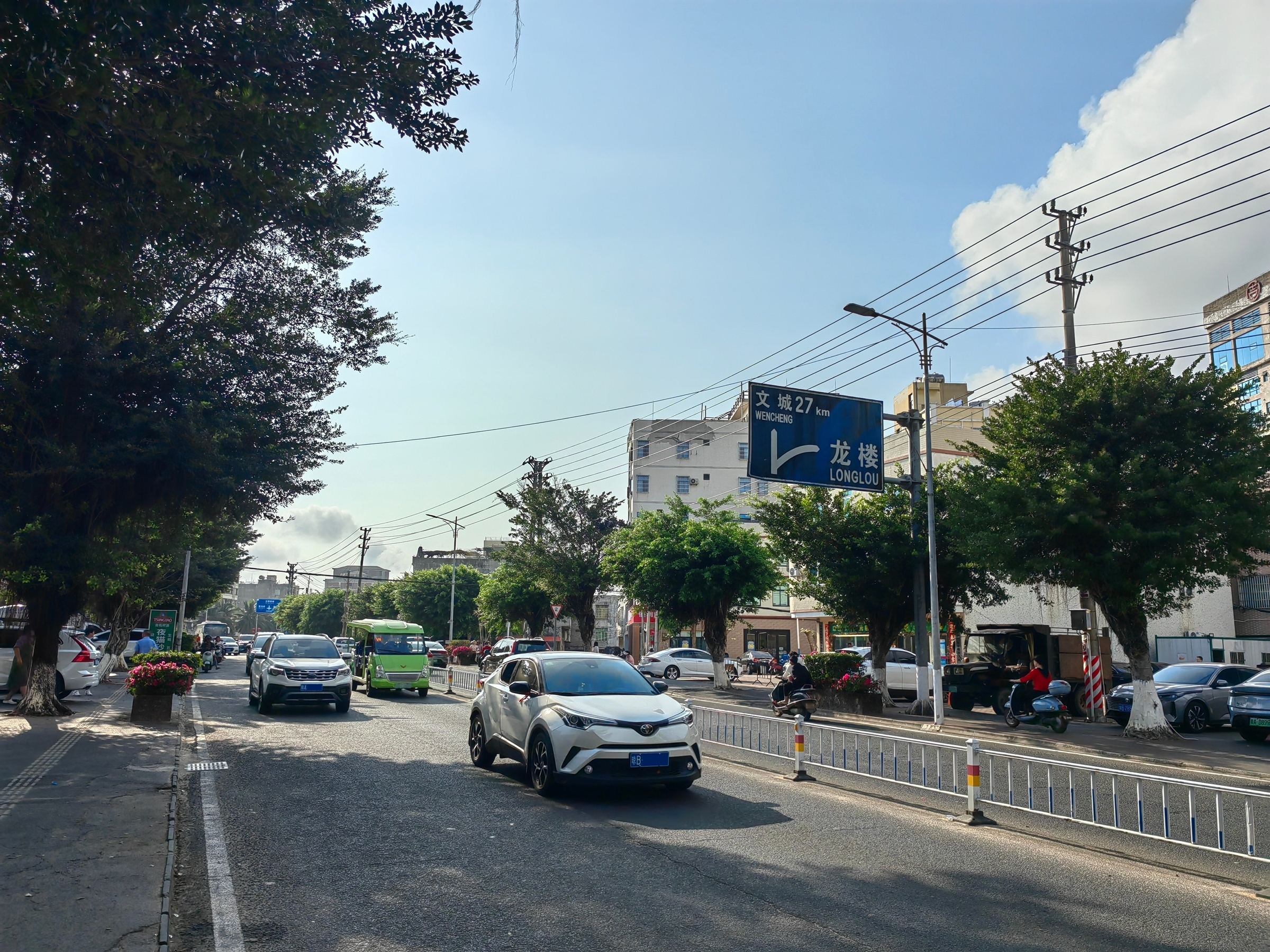
龙楼镇街景（2024年）

龙楼镇下辖以下地区：
龙楼墟社区、吉水村、龙新村、星光村、宝陵村、金星村、山海村、红海村、龙楼村和全美村。